# Курочкин, Владимир Алексеевич
Владимир Алексеевич Курочкин (30 декабря 1933, Загорск — 29 марта  2008, Сергиев Посад) — советский государственный деятель, учёный в области радиоэлектроники, Герой Социалистического Труда.

## Биография
Родился 30 декабря 1933 года в городе Загорске (ныне Сергиев Посад). Профессиональное образование начал в техникуме точного машиностроения (ЗОМЗ), а заканчивал Мытищинский машиностроительный техникум. 
- С 1952 – по 1986 годы работал на Загорском электромеханическом заводе.
- С 19 апреля 1979 стал генеральным директором производственного объединения «Звезда».
- С 1986 г. – заместитель, первый заместитель министра радиопромышленности СССР.
- С 1992 г. – первый вице-президент корпорации «Радиокомплекс».

Указом Президиума Верховного Совета СССР (закрытым) от 23 февраля 1988 года за разработку МВК "Эльбрус-2" было присвоено звание Героя Социалистического Труда с вручением ордена Ленина и золотой медали «Серп и Молот». Кроме того, в 1984 году ему была присуждена Государственная премия СССР.
Также награждён орденом Октябрьской Революции, двумя орденами «Трудового Красного Знамени» и медалями.
Скончался 29 марта 2008 года. Похоронен на  Благовещенском кладбище г. Сергиев Посад.